# Perasia navilla
Perasia navilla är en fjärilsart som beskrevs av William Schaus 1901. Perasia navilla ingår i släktet Perasia och familjen nattflyn. Inga underarter finns listade i Catalogue of Life.